# Municipio de Svoge
El municipio de Svoge (búlgaro: Община Своге) es un municipio búlgaro perteneciente a la provincia de Sofía. Se ubica en el norte de la provincia, limitando al sur con la provincia de Sofía-Ciudad y al norte con las provincias de Montana y Vratsa. Por su término municipal pasa la carretera 16, que une Sofía con Vratsa. El norte del término municipal abarca parte del área del parque natural Vrachanski Balkan.

## Demografía
En 2011 tiene 22 363 habitantes, de los cuales el 96,26% son étnicamente búlgaros. Su capital es Svoge, donde vive un tercio de la población municipal.

## Localidades
| - Bakyovo - Batulia - Bov - Breze - Brezovdol - Bukovets - Dobarchin - Dobravitsa - Druzhevo - Elenov dol - Gabrovnitsa - Gara Bov - Gara Lakatnik - Goubislav - Iskrets - Lakatnik - Leskovdol - Lukovo - Levishte | - Manastirishte - Milanovo - Ogoya - Opletnya - Osenovlag - Rebrovo - Redina - Svindya - Svoge - Thompson - Tseretsel - Tserovo - Vlado Trichkov - Yablanitsa - Zanoge - Zasele - Zavidovtsi - Zhelen - Zimevitsa |